# Bananeiras
Bananeiras est une ville brésilienne de l'est de l'État de la Paraíba.
Sa population était estimée à 20 660 habitants en 2007. La municipalité s'étend sur 258 km2.